# Beta (botanica)
Beta L., 1753 è un genere di piante della famiglia delle Amarantacee, comprendente piante erbacee.
Beta vulgaris (o barbabietola) è la specie di maggior interesse, sotto l'aspetto economico; la ben nota bietola o bieta è una varietà di questa specie. Alcune varietà botaniche di questa specie sono state selezionate e migliorate geneticamente dall'uomo per la coltivazione a scopo alimentare.

## Tassonomia
Il genere comprende le seguenti specie:
- Beta corolliflora Zosimovic ex Buttler
- Beta lomatogona Fisch. & C.A.Mey.
- Beta macrocarpa Guss.
- Beta macrorhiza Steven
- Beta nana Boiss. & Heldr.
- Beta palonga R.K.Basu & K.K.Mukh.
- Beta patula Aiton
- Beta trigyna Waldst. & Kit.
- Beta trojana Pamukç. ex Aellen
- Beta vulgaris L.